# Coppa Libertadores 2017
La Coppa Libertadores 2017 (ufficialmente 2017 Copa Bridgestone Libertadores per ragioni di sponsor) è stata la 58ª edizione della Coppa Libertadores d'America, il più importante torneo di calcio del Sud America organizzato dal CONMEBOL. Al torneo hanno partecipato 47 squadre provenienti da 10 paesi latinoamericani: Argentina, Bolivia, Brasile, Cile, Colombia, Ecuador, Paraguay, Perù, Uruguay e Venezuela.
Se in un primo momento sembrava essere certa anche la partecipazione di squadre del Messico, successivamente il rappresentante della Liga MX, Enrique Bonilla, ha dichiarato che nessuna squadra messicana avrebbe partecipato alla Coppa Libertadores a causa del mancato accordo con la CONMEBOL in merito all'organizzazione di un calendario coordinato fra le due competizioni.
I brasiliani del Grêmio hanno conquistato il trofeo per la terza volta nella loro storia, ottenendo il diritto a disputare la Coppa del mondo per club FIFA 2017 e la Recopa Sudamericana 2018 (quest'ultima contro la vincente della Coppa Sudamericana 2017), oltre ad accedere direttamente alla fase a gruppi della Coppa Libertadores 2018.

## Il nuovo formato
Il 27 settembre 2016 la CONMEBOL ha reso noto il nuovo formato del massimo torneo continentale sudamericano, prevedendo da questa stagione in avanti la partecipazione di ben 44 squadre (dalle precedenti 38) in un torneo da disputarsi tra gennaio/febbraio e novembre/dicembre di ogni anno. Tuttavia, in seguito alla rinuncia della federcalcio messicana di far partecipare le sue squadre alla competizione, la CONMEBOL ha deciso di modificare nuovamente i criteri di qualificazione aumentando il numero delle squadre partecipanti a 47.

## Squadre
Al torneo partecipano 47 squadre di 10 federazioni (i 10 membri della CONMEBOL), i cui criteri di qualificazione sono determinati dalle singole federazioni nazionali.
| Nazione                  | Squadra                                | Turno di ingresso | Qualificazione                                                                                              |
| ------------------------ | -------------------------------------- | ----------------- | --- |
| Argentina (6 squadre)    | Lanús (ARG 1)                          | Fase a gironi     | Vincitore della Primera División 2016                                                                       |
| Argentina (6 squadre)    | San Lorenzo (ARG 2)                    | Fase a gironi     | 2ª classificata della Primera División 2016                                                                 |
| Argentina (6 squadre)    | Estudiantes (LP) (ARG 3)               | Fase a gironi     | 3ª classificata della Primera División 2016                                                                 |
| Argentina (6 squadre)    | Godoy Cruz (ARG 4)                     | Fase a gironi     | 4ª classificata della Primera División 2016                                                                 |
| Argentina (6 squadre)    | River Plate (ARG 5)                    | Fase a gironi     | Vincitore della Coppa Argentina 2015-2016 (o squadra miglior classificata)                                  |
| Argentina (6 squadre)    | Atl. Tucumán (ARG 6)                   | Seconda fase      | 5ª classificata della Primera División 2016                                                                 |
| Bolivia (4 squadre)      | Sport Boys Warnes (BOL 1)              | Fase a gironi     | Vincitore Apertura 2015                                                                                     |
| Bolivia (4 squadre)      | Wilstermann (BOL 2)                    | Fase a gironi     | Vincitore Clausura 2016                                                                                     |
| Bolivia (4 squadre)      | The Strongest (BOL 3)                  | Seconda fase      | Miglior squadra non qualificata nella classifica unita della Liga de Fútbol Profesional Boliviano 2015-2016 |
| Bolivia (4 squadre)      | Univ. Sucre (BOL 4)                    | Prima fase        | 2ª squadra non qualificata nella classifica unita della Liga de Fútbol Profesional Boliviano 2015-2016      |
| Brasile (7+1 squadre)    | Chapecoense (Coppa Sudamericana)       | Fase a gruppi     | Vincitore Coppa Sudamericana 2016                                                                           |
| Brasile (7+1 squadre)    | Palmeiras (BRA 1)                      | Fase a gruppi     | Vincitore del Campeonato Brasileiro Série A 2016                                                            |
| Brasile (7+1 squadre)    | Grêmio (BRA 2)                         | Fase a gruppi     | Vincitore della Copa do Brasil 2016                                                                         |
| Brasile (7+1 squadre)    | Santos (BRA 3)                         | Fase a gruppi     | 2ª classificata nel Campeonato Brasileiro Série A 2016                                                      |
| Brasile (7+1 squadre)    | Flamengo (BRA 4)                       | Fase a gruppi     | 3ª classificata nel Campeonato Brasileiro Série A 2016                                                      |
| Brasile (7+1 squadre)    | Atlético Mineiro (BRA 5)               | Fase a gruppi     | 4ª classificata nel Campeonato Brasileiro Série A 2016                                                      |
| Brasile (7+1 squadre)    | Botafogo (BRA 6)                       | Seconda fase      | 5ª classificata nel Campeonato Brasileiro Série A 2016                                                      |
| Brasile (7+1 squadre)    | Athl. Paranaense (BRA 7)               | Seconda fase      | 6ª classificata nel Campeonato Brasileiro Série A 2016                                                      |
| Cile (4 squadre)         | Universidad Católica (CIL 1)           | Fase a gruppi     | Vincitore del Clausura 2016                                                                                 |
| Cile (4 squadre)         | Dep. Iquique (CIL 2)                   | Fase a gruppi     | 2ª classificata nell'Apertura 2016                                                                          |
| Cile (4 squadre)         | Colo-Colo (CIL 3)                      | Seconda fase      | Vincitore della Copa Chile 2016                                                                             |
| Cile (4 squadre)         | Unión Española (CIL 4)                 | Seconda fase      | Vincitore dello spareggio fra le terze classificate del Clausura 2016 e dell'Apertura 2016                  |
| Colombia (4 squadre + 1) | Atlético Nacional (Coppa Libertadores) | Fase a gruppi     | Vincitore della Coppa Libertadores 2016                                                                     |
| Colombia (4 squadre + 1) | Independiente Medellín (COL 1)         | Fase a gruppi     | Vincitore Apertura 2016                                                                                     |
| Colombia (4 squadre + 1) | Santa Fe (COL 2)                       | Fase a gruppi     | Vincitore FInalización 2016                                                                                 |
| Colombia (4 squadre + 1) | Millonarios (COL 3)                    | Seconda fase      | Miglior squadra non qualificata nella classifica unita della Primera A 2016                                 |
| Colombia (4 squadre + 1) | Atlético Junior (COL 4)                | Seconda fase      | 2ª squadra non qualificata nella classifica unita della Primera A 2016                                      |
| Ecuador (4 squadre)      | Barcelona SC (ECU 1)                   | Fase a gruppi     | Vincitore della Serie A 2016                                                                                |
| Ecuador (4 squadre)      | Emelec (ECU 2)                         | Fase a gruppi     | 2ª classificata della Serie A 2016                                                                          |
| Ecuador (4 squadre)      | El Nacional (ECU 3)                    | Seconda fase      | Miglior squadra non qualificata nella classifica unita della Serie A 2016                                   |
| Ecuador (4 squadre)      | Independiente del Valle (ECU 4)        | Prima fase        | 2ª miglior squadra non qualificata nella classifica unita della Serie A 2016                                |
| Paraguay (4 squadre)     | Libertad (PAR 1)                       | Fase a gruppi     | Vincitore dell'Apertura 2016 o del Clausura 2016 con il miglior risultato nella classifica unita            |
| Paraguay (4 squadre)     | Guaraní (PAR 2)                        | Fase a gruppi     | Vincitore dell'Apertura 2016 o del Clausura 2016 con il peggior risultato nella classifica unita            |
| Paraguay (4 squadre)     | Olimpia (PAR 3)                        | Seconda fase      | Miglior classificata nella classifica unita della Primera División 2016 tra le non già qualificate          |
| Paraguay (4 squadre)     | Dep. Capiatá (PAR 4)                   | Prima fase        | Miglior 2ª classificata nella classifica unita della Primera División 2016 tra le non già qualificate       |
| Perù (4 squadre)         | Sporting Cristal (PER 1)               | Fase a gruppi     | Vincitore del Descentralizado 2016                                                                          |
| Perù (4 squadre)         | Melgar (PER 2)                         | Fase a gruppi     | 2ª classificata nel Descentralizado 2016                                                                    |
| Perù (4 squadre)         | Universitario (PER 3)                  | Seconda fase      | 3ª classificata nel Descentralizado 2016                                                                    |
| Perù (4 squadre)         | Deportivo Municipal (PER 4)            | Prima fase        | 4ª classificata nel Descentralizado 2016                                                                    |
| Uruguay (4 squadre)      | Peñarol (URU 1)                        | Fase a gruppi     | Vincitore della Primera División 2015-2016                                                                  |
| Uruguay (4 squadre)      | Nacional (URU 2)                       | Fase a gruppi     | 2ª classificata nella Primera División 2015-2016                                                            |
| Uruguay (4 squadre)      | Cerro (URU 3)                          | Seconda fase      | Miglior classificata nella classifica unita della Primera División 2015-2016 tra le non già qualificate     |
| Uruguay (4 squadre)      | Montevideo Wanderers (URU 4)           | Prima fase        | Miglior classificata nella Primera División 2015-2016 tra le non già qualificate                            |
| Venezuela (4 squadre)    | Zamora FC (VEN 1)                      | Fase a gruppi     | Vincitore della Primera División 2016                                                                       |
| Venezuela (4 squadre)    | Zulia (VEN 2)                          | Fase a gruppi     | 2ª classificata della Primera División 2016                                                                 |
| Venezuela (4 squadre)    | Carabobo (VEN 3)                       | Seconda fase      | Miglior classificata nella classifica unita della Primera División 2016                                     |
| Venezuela (4 squadre)    | Deportivo Táchira (VEN 4)              | Prima fase        | Miglior 2ª classificata nella classifica unita della Primera División 2016                                  |

## Sorteggio
Il sorteggio del torneo si è tenuto il 21 dicembre 2016 presso il Centro Congressi CONMEBOL a Luque, in Paraguay. Nella riunione del Comitato Esecutivo della CONMEBOL del 21 dicembre 2015, la confederazione calcistica sudamericana ha reso noto il Ranking CONMEBOL per la Coppa Libertadores. Il ranking avrà lo scopo di determinare il posizionamento delle diverse squadre nelle urne al momento di ogni sorteggio.
Il sistema del ranking si basa sulla attribuzione di un punteggio ad ogni squadra determinato in base a tre fattori:
- Risultati nelle ultime 10 edizioni (Coppa Libertadores 2007 - 2016)
- Coefficiente storico (Coppa Libertadores 1960 - 2016)
- Squadra vincitrice del campionato nella propria federazione di appartenenza (2007 - 2016).

## Prima fase
Alla prima fase hanno partecipato squadre provenienti da Bolivia, Ecuador, Paraguay, Perù, Uruguay e Venezuela. Tramite sorteggio si sono determinate le tre sfide ad eliminazione diretta, le cui vincenti hanno avuto il diritto di accedere alla seconda fase.
| Squadra 1           | Totale | Squadra 2               | Andata | Ritorno |
| ------------------- | ------ | ----------------------- | ------ | ------- |
| Univ. Sucre         | 5 - 7  | Montevideo Wanderers    | 3 - 2  | 2 - 5   |
| Deportivo Municipal | 2 - 3  | Independiente del Valle | 0 - 1  | 2 - 2   |
| Dep. Capiatá        | 1 - 0  | Deportivo Táchira       | 1 - 0  | 0 - 0   |

## Seconda fase
Alla seconda fase partecipano 16 squadre: le 3 vincenti della prima fase e altre 13 squadre provenienti da ogni federazione (2 da Brasile, Cile e Colombia e 1 dalle altre federazioni). Un sorteggio determinerà gli accoppiamenti che determineranno sfide di andata e ritorno. Le 8 squadre vincenti accederanno alla terza fase.
| Squadra 1               | Totale          | Squadra 2       | Andata | Ritorno |
| ----------------------- | --------------- | --------------- | ------ | ------- |
| Athl. Paranaense        | 1 - 1 (4-2 dtr) | Millonarios     | 1 - 0  | 0 - 1   |
| Botafogo                | 3 - 2           | Colo-Colo       | 2 - 1  | 1 - 1   |
| Cerro                   | 2 - 5           | Unión Española  | 2 - 3  | 0 - 2   |
| Carabobo                | 0 - 4           | Atlético Junior | 0 - 1  | 0 - 3   |
| Atl. Tucumán            | 3 - 2           | El Nacional     | 2 - 2  | 1 - 0   |
| Montevideo Wanderers    | 0 - 6           | The Strongest   | 0 - 2  | 0 - 4   |
| Independiente del Valle | 2 - 3           | Olimpia         | 1 - 0  | 1 - 3   |
| Dep. Capiatá            | 4 - 3           | Universitario   | 1 - 3  | 3 - 0   |

## Terza fase
Alla terza fase partecipano le 8 squadre vincenti della fase precedente, con la possibilità di incroci tra squadre della stessa federazione. Le 4 squadre vincenti avranno il diritto di accedere alla fase a gruppi, mentre le due migliori classificate tra le squadre eliminate accedono al secondo turno della Coppa Sudamericana 2017.
| Squadra 1        | Totale          | Squadra 2     | Andata | Ritorno |
| ---------------- | --------------- | ------------- | ------ | ------- |
| Athl. Paranaense | 4 - 3           | Dep. Capiatá  | 3 - 3  | 1 - 0   |
| Botafogo         | 1 - 1 (3-1 dtr) | Olimpia       | 1 - 0  | 0 - 1   |
| Unión Española   | 1 - 6           | The Strongest | 1 - 1  | 0 - 5   |
| Atlético Junior  | 2 - 3           | Atl. Tucumán  | 1 - 0  | 1 - 3   |

 Olimpia e  Atlético Junior accedono al secondo turno della Coppa Sudamericana 2017.

## Fase a gruppi
Le 32 squadre partecipanti si dividono in 8 gruppi, ognuno composto da 4 squadre. Ogni squadra gioca con le altre 3 squadre del proprio girone con partite di andata e ritorno. La prima e la seconda classificata di ogni girone accederanno agli ottavi di finale, mentre la terza classificata avrà il diritto di accedere alla Coppa Sudamericana 2017.

### Gruppo 1

#### Classifica
| Pos. | Squadra           | P  | G | V | N | P | GF | GS | DR |
| ---- | ----------------- | -- | - | - | - | - | -- | -- | -- |
| 1.   | Botafogo          | 10 | 6 | 3 | 1 | 2 | 6  | 5  | +1 |
| 2.   | Barcelona SC      | 10 | 6 | 3 | 1 | 2 | 8  | 8  | 0  |
| 3.   | Estudiantes (LP)  | 9  | 6 | 3 | 0 | 3 | 7  | 8  | -1 |
| 4.   | Atlético Nacional | 6  | 6 | 2 | 0 | 4 | 8  | 8  | 0  |

#### Risultati
| Squadra 1         | Risultato   | Squadra 2         |
| 1ª giornata       | 1ª giornata | 1ª giornata       |
| ----------------- | ----------- | ----------------- |
| Botafogo          | 2 - 1       | Estudiantes (LP)  |
| Barcelona SC      | 2 - 1       | Atlético Nacional |
| 2ª giornata       |             |                   |
| Estudiantes (LP)  | 0 - 2       | Barcelona SC      |
| Atlético Nacional | 0 - 2       | Botafogo          |
| 3ª giornata       |             |                   |
| Estudiantes (LP)  | 2 - 1       | Atlético Nacional |
| Barcelona SC      | 1 - 1       | Botafogo          |
| 4ª giornata       |             |                   |
| Atlético Nacional | 4 - 1       | Estudiantes (LP)  |
| Botafogo          | 0 - 2       | Barcelona SC      |
| 5ª giornata       |             |                   |
| Barcelona SC      | 0 - 3       | Estudiantes (LP)  |
| Botafogo          | 1 - 0       | Atlético Nacional |
| 6ª giornata       |             |                   |
| Atlético Nacional | 3 - 1       | Barcelona SC      |
| Estudiantes (LP)  | 1 - 0       | Botafogo          |

### Gruppo 2

#### Classifica
| Pos. | Squadra          | P  | G | V | N | P | GF | GS | DR  |
| ---- | ---------------- | -- | - | - | - | - | -- | -- | --- |
| 1.   | Santos           | 12 | 6 | 3 | 3 | 0 | 11 | 4  | +7  |
| 2.   | The Strongest    | 9  | 6 | 2 | 3 | 1 | 9  | 5  | +4  |
| 3.   | Santa Fe         | 8  | 6 | 2 | 2 | 2 | 8  | 6  | +2  |
| 4.   | Sporting Cristal | 2  | 6 | 0 | 2 | 4 | 2  | 15 | -13 |

#### Risultati
| Squadra 1        | Risultato   | Squadra 2        |
| 1ª giornata      | 1ª giornata | 1ª giornata      |
| ---------------- | ----------- | ---------------- |
| The Strongest    | 2 - 0       | Santa Fe         |
| Sporting Cristal | 1 - 1       | Santos           |
| 2ª giornata      |             |                  |
| Santa Fe         | 3 - 0       | Sporting Cristal |
| Santos           | 2 - 0       | The Strongest    |
| 3ª giornata      |             |                  |
| Sporting Cristal | 0 - 0       | The Strongest    |
| Santa Fe         | 0 - 0       | Santos           |
| 4ª giornata      |             |                  |
| The Strongest    | 5 - 1       | Sporting Cristal |
| Santos           | 3 - 2       | Santa Fe         |
| 5ª giornata      |             |                  |
| The Strongest    | 1 - 1       | Santos           |
| Sporting Cristal | 0 - 2       | Santa Fe         |
| 6ª giornata      |             |                  |
| Santos           | 4 - 0       | Sporting Cristal |
| Santa Fe         | 1 - 1       | The Strongest    |

### Gruppo 3

#### Classifica
| Pos. | Squadra                | P  | G | V | N | P | GF | GS | DR |
| ---- | ---------------------- | -- | - | - | - | - | -- | -- | -- |
| 1.   | River Plate            | 13 | 6 | 4 | 1 | 1 | 14 | 9  | +5 |
| 2.   | Emelec                 | 10 | 6 | 3 | 1 | 2 | 8  | 5  | +3 |
| 3.   | Independiente Medellín | 9  | 6 | 3 | 0 | 3 | 8  | 8  | 0  |
| 4.   | Melgar                 | 3  | 6 | 1 | 0 | 5 | 6  | 14 | -8 |

#### Risultati
| Squadra 1              | Risultato   | Squadra 2              |
| 1ª giornata            | 1ª giornata | 1ª giornata            |
| ---------------------- | ----------- | ---------------------- |
| Melgar                 | 1 - 0       | Emelec                 |
| Independiente Medellín | 1 - 3       | River Plate            |
| 2ª giornata            |             |                        |
| Emelec                 | 1 - 0       | Independiente Medellín |
| River Plate            | 4 - 2       | Melgar                 |
| 3ª giornata            |             |                        |
| Independiente Medellín | 2 - 0       | Melgar                 |
| Emelec                 | 1 - 2       | River Plate            |
| 4ª giornata            |             |                        |
| Melgar                 | 1 - 2       | Independiente Medellín |
| River Plate            | 1 - 1       | Emelec                 |
| 5ª giornata            |             |                        |
| Independiente Medellín | 1 - 2       | Emelec                 |
| Melgar                 | 2 - 3       | River Plate            |
| 6ª giornata            |             |                        |
| River Plate            | 1 - 2       | Independiente Medellín |
| Emelec                 | 3 - 0       | Melgar                 |

### Gruppo 4

#### Classifica
| Pos. | Squadra              | P  | G | V | N | P | GF | GS | DR |
| ---- | -------------------- | -- | - | - | - | - | -- | -- | -- |
| 1.   | San Lorenzo          | 10 | 6 | 3 | 1 | 2 | 8  | 8  | 0  |
| 2.   | Athl. Paranaense     | 10 | 6 | 3 | 1 | 2 | 9  | 10 | -1 |
| 3.   | Flamengo             | 9  | 6 | 3 | 0 | 3 | 11 | 7  | +4 |
| 4.   | Universidad Católica | 5  | 6 | 1 | 2 | 3 | 8  | 11 | -3 |

#### Risultati
| Squadra 1            | Risultato   | Squadra 2            |
| 1ª giornata          | 1ª giornata | 1ª giornata          |
| -------------------- | ----------- | -------------------- |
| Athl. Paranaense     | 2 - 2       | Universidad Católica |
| Flamengo             | 4 - 0       | San Lorenzo          |
| 2ª giornata          |             |                      |
| San Lorenzo          | 0 - 1       | Athl. Paranaense     |
| Universidad Católica | 1 - 0       | Flamengo             |
| 3ª giornata          |             |                      |
| Universidad Católica | 1 - 1       | San Lorenzo          |
| Flamengo             | 2 - 1       | Athl. Paranaense     |
| 4ª giornata          |             |                      |
| San Lorenzo          | 2 - 1       | Universidad Católica |
| Athl. Paranaense     | 2 - 1       | Flamengo             |
| 5ª giornata          |             |                      |
| Athl. Paranaense     | 0 - 3       | San Lorenzo          |
| Flamengo             | 3 - 1       | Universidad Católica |
| 6ª giornata          |             |                      |
| San Lorenzo          | 2 - 1       | Flamengo             |
| Universidad Católica | 2 - 3       | Athl. Paranaense     |

### Gruppo 5

#### Classifica
| Pos. | Squadra      | P  | G | V | N | P | GF | GS | DR |
| ---- | ------------ | -- | - | - | - | - | -- | -- | -- |
| 1.   | Palmeiras    | 13 | 6 | 4 | 1 | 1 | 13 | 9  | +4 |
| 2.   | Wilstermann  | 9  | 6 | 3 | 0 | 3 | 12 | 10 | +2 |
| 3.   | Atl. Tucumán | 7  | 6 | 2 | 1 | 3 | 8  | 10 | -2 |
| 4.   | Peñarol      | 6  | 6 | 2 | 0 | 4 | 11 | 15 | -4 |

#### Risultati
| Squadra 1    | Risultato   | Squadra 2    |
| 1ª giornata  | 1ª giornata | 1ª giornata  |
| ------------ | ----------- | ------------ |
| Wilstermann  | 6 - 2       | Peñarol      |
| Atl. Tucumán | 1 - 1       | Palmeiras    |
| 2ª giornata  |             |              |
| Palmeiras    | 1 - 0       | Wilstermann  |
| Peñarol      | 2 - 1       | Atl. Tucumán |
| 3ª giornata  |             |              |
| Wilstermann  | 2 - 1       | Atl. Tucumán |
| Palmeiras    | 3 - 2       | Peñarol      |
| 4ª giornata  |             |              |
| Atl. Tucumán | 2 - 1       | Wilstermann  |
| Peñarol      | 2 - 3       | Palmeiras    |
| 5ª giornata  |             |              |
| Atl. Tucumán | 2 - 1       | Peñarol      |
| Wilstermann  | 3 - 2       | Palmeiras    |
| 6ª giornata  |             |              |
| Peñarol      | 2 - 0       | Wilstermann  |
| Palmeiras    | 3 - 1       | Atl. Tucumán |

### Gruppo 6

#### Classifica
| Pos. | Squadra           | P  | G | V | N | P | GF | GS | DR  |
| ---- | ----------------- | -- | - | - | - | - | -- | -- | --- |
| 1.   | Atlético Mineiro  | 13 | 6 | 4 | 1 | 1 | 17 | 6  | +11 |
| 2.   | Godoy Cruz        | 11 | 6 | 3 | 2 | 1 | 10 | 8  | +2  |
| 3.   | Libertad          | 6  | 6 | 1 | 3 | 2 | 7  | 9  | -2  |
| 4.   | Sport Boys Warnes | 2  | 6 | 0 | 2 | 4 | 8  | 19 | -11 |

#### Risultati
| Squadra 1         | Risultato   | Squadra 2         |
| 1ª giornata       | 1ª giornata | 1ª giornata       |
| ----------------- | ----------- | ----------------- |
| Godoy Cruz        | 1 - 1       | Atlético Mineiro  |
| Sport Boys Warnes | 3 - 3       | Libertad          |
| 2ª giornata       |             |                   |
| Libertad          | 1 - 2       | Godoy Cruz        |
| Atlético Mineiro  | 5 - 2       | Sport Boys Warnes |
| 3ª giornata       |             |                   |
| Libertad          | 1 - 0       | Atlético Mineiro  |
| Godoy Cruz        | 2 - 0       | Sport Boys Warnes |
| 4ª giornata       |             |                   |
| Atlético Mineiro  | 2 - 0       | Libertad          |
| Sport Boys Warnes | 1 - 3       | Godoy Cruz        |
| 5ª giornata       |             |                   |
| Sport Boys Warnes | 1 - 5       | Atlético Mineiro  |
| Godoy Cruz        | 1 - 1       | Libertad          |
| 6ª giornata       |             |                   |
| Atlético Mineiro  | 4 - 1       | Godoy Cruz        |
| Libertad          | 1 - 1       | Sport Boys Warnes |

### Gruppo 7

#### Classifica
| Pos. | Squadra     | P  | G | V | N | P | GF | GS | DR  |
| ---- | ----------- | -- | - | - | - | - | -- | -- | --- |
| 1.   | Lanús       | 13 | 6 | 4 | 1 | 1 | 13 | 3  | +10 |
| 2.   | Nacional    | 8  | 6 | 2 | 2 | 2 | 5  | 3  | +2  |
| 3.   | Chapecoense | 7  | 6 | 2 | 1 | 3 | 6  | 12 | -6  |
| 4.   | Zulia       | 5  | 6 | 1 | 2 | 3 | 4  | 10 | -6  |

#### Risultati
| Squadra 1   | Risultato   | Squadra 2   |
| 1ª giornata | 1ª giornata | 1ª giornata |
| ----------- | ----------- | ----------- |
| Zulia       | 1 - 2       | Chapecoense |
| Lanús       | 0 - 1       | Nacional    |
| 2ª giornata |             |             |
| Nacional    | 0 - 1       | Zulia       |
| Chapecoense | 1 - 3       | Lanús       |
| 3ª giornata |             |             |
| Lanús       | 5 - 0       | Zulia       |
| Chapecoense | 1 - 1       | Nacional    |
| 4ª giornata |             |             |
| Nacional    | 3 - 0       | Chapecoense |
| Zulia       | 1 - 1       | Lanús       |
| 5ª giornata |             |             |
| Zulia       | 0 - 0       | Nacional    |
| Lanús       | 3 - 0       | Chapecoense |
| 6ª giornata |             |             |
| Nacional    | 0 - 1       | Lanús       |
| Chapecoense | 2 - 1       | Zulia       |

### Gruppo 8

#### Classifica
| Pos. | Squadra      | P  | G | V | N | P | GF | GS | DR  |
| ---- | ------------ | -- | - | - | - | - | -- | -- | --- |
| 1.   | Grêmio       | 13 | 6 | 4 | 1 | 1 | 15 | 6  | +9  |
| 2.   | Guaraní      | 11 | 6 | 3 | 2 | 1 | 9  | 7  | +2  |
| 3.   | Dep. Iquique | 10 | 6 | 3 | 1 | 2 | 12 | 9  | +3  |
| 4.   | Zamora FC    | 0  | 6 | 0 | 0 | 6 | 6  | 20 | -14 |

#### Risultati
| Squadra 1    | Risultato   | Squadra 2    |
| 1ª giornata  | 1ª giornata | 1ª giornata  |
| ------------ | ----------- | ------------ |
| Dep. Iquique | 0 - 1       | Guaraní      |
| Zamora FC    | 0 - 2       | Grêmio       |
| 2ª giornata  |             |              |
| Grêmio       | 3 - 2       | Dep. Iquique |
| Guaraní      | 3 - 1       | Zamora FC    |
| 3ª giornata  |             |              |
| Zamora FC    | 1 - 4       | Dep. Iquique |
| Guaraní      | 1 - 1       | Grêmio       |
| 4ª giornata  |             |              |
| Dep. Iquique | 4 - 3       | Zamora FC    |
| Grêmio       | 4 - 1       | Guaraní      |
| 5ª giornata  |             |              |
| Dep. Iquique | 2 - 1       | Grêmio       |
| Zamora FC    | 1 - 3       | Guaraní      |
| 6ª giornata  |             |              |
| Grêmio       | 4 - 0       | Zamora FC    |
| Guaraní      | 0 - 0       | Dep. Iquique |

## Fase a eliminazione diretta
Le fasi finali prevedono la disputa di ottavi di finale, quarti di finale, semifinali e finale, con partite di andata e ritorno. Gli accoppiamenti degli ottavi di finale, sul modello del tabellone tennistico, saranno stabiliti tramite sorteggio. In caso di parità di reti segnate dopo le due partite vale la regola del maggior numero di reti segnate in trasferta. In caso di ulteriore parità si tirano direttamente i calci di rigore, senza disputare i tempi supplementari.

### Tabellone
|  | Ottavi di finale | Ottavi di finale | Ottavi di finale | Ottavi di finale |       |              | Quarti di finale | Quarti di finale | Quarti di finale | Quarti di finale |        |   | Semifinali | Semifinali | Semifinali | Semifinali |        |   | Finale | Finale | Finale | Finale |
|  |                  |                  |                  |                  |       |              |                  |                  |                  |                  |        |   |            |            |            |            |        |   |        |        |        |        |
|  | Nacional         | 0                | 0                | 0                |       |              |                  |                  |                  |                  |        |   |            |            |            |            |        |   |        |        |        |        |
|  | Botafogo         | 1                | 2                | 3                |       |              |                  |                  |                  |                  |        |   |            |            |            |            |        |   |        |        |        |        |
|  | Botafogo         | 1                | 2                | 3                |       | Botafogo     | 0                | 0                | 0                |                  |        |   |            |            |            |            |        |   |        |        |        |        |
|  |                  |                  |                  |                  |       | Botafogo     | 0                | 0                | 0                |                  |        |   |            |            |            |            |        |   |        |        |        |        |
|  |                  | Grêmio           | 0                | 1                | 1     |              |                  |                  |                  |                  |        |   |            |            |            |            |        |   |        |        |        |        |
|  | Godoy Cruz       | Grêmio           | 0                | 1                | 1     | 0            | 1                | 1                |                  |                  |        |   |            |            |            |            |        |   |        |        |        |        |
|  | Godoy Cruz       |                  |                  |                  |       | 0            | 1                | 1                |                  |                  |        |   |            |            |            |            |        |   |        |        |        |        |
|  | Grêmio           | 1                | 2                | 3                |       |              |                  |                  |                  |                  |        |   |            |            |            |            |        |   |        |        |        |        |
|  | Grêmio           | 1                | 2                | 3                |       |              |                  |                  |                  |                  | Grêmio | 3 | 0          | 3          |            |            |        |   |        |        |        |        |
|  |                  |                  |                  |                  |       |              |                  |                  |                  |                  |        | 3 | 0          | 3          |            |            |        |   |        |        |        |        |
|  |                  | Barcelona SC     | 0                | 1                | 1     |              |                  |                  |                  |                  |        |   |            |            |            |            |        |   |        |        |        |        |
|  | Barcelona SC     | Barcelona SC     | 0                | 1                | 1     | 1            | 0                | 1 (5)            |                  |                  |        |   |            |            |            |            |        |   |        |        |        |        |
|  | Barcelona SC     |                  |                  |                  |       | 1            | 0                | 1 (5)            |                  |                  |        |   |            |            |            |            |        |   |        |        |        |        |
|  | Palmeiras        | 0                | 1                | 1 (4)            |       |              |                  |                  |                  |                  |        |   |            |            |            |            |        |   |        |        |        |        |
|  | Palmeiras        | 0                | 1                | 1 (4)            |       | Barcelona SC | 1                | 1                | 2                |                  |        |   |            |            |            |            |        |   |        |        |        |        |
|  |                  |                  |                  |                  |       | Barcelona SC | 1                | 1                | 2                |                  |        |   |            |            |            |            |        |   |        |        |        |        |
|  |                  | Santos           | 1                | 0                | 1     |              |                  |                  |                  |                  |        |   |            |            |            |            |        |   |        |        |        |        |
|  | Athl. Paranaense | Santos           | 1                | 0                | 1     | 2            | 0                | 2                |                  |                  |        |   |            |            |            |            |        |   |        |        |        |        |
|  | Athl. Paranaense |                  |                  |                  |       | 2            | 0                | 2                |                  |                  |        |   |            |            |            |            |        |   |        |        |        |        |
|  | Santos           | 3                | 1                | 4                |       |              |                  |                  |                  |                  |        |   |            |            |            |            |        |   |        |        |        |        |
|  | Santos           | 3                | 1                | 4                |       |              |                  |                  |                  |                  |        |   |            |            |            |            | Grêmio | 1 | 2      | 3      |        |        |
|  |                  |                  |                  |                  |       |              |                  |                  |                  |                  |        |   |            |            |            |            |        | 1 | 2      | 3      |        |        |
|  |                  | Lanús            | 0                | 1                | 1     |              |                  |                  |                  |                  |        |   |            |            |            |            |        |   |        |        |        |        |
|  | The Strongest    | Lanús            | 0                | 1                | 1     | 1            | 0                | 1                |                  |                  |        |   |            |            |            |            |        |   |        |        |        |        |
|  | The Strongest    |                  |                  |                  |       | 1            | 0                | 1                |                  |                  |        |   |            |            |            |            |        |   |        |        |        |        |
|  | Lanús            | 1                | 1                | 2                |       |              |                  |                  |                  |                  |        |   |            |            |            |            |        |   |        |        |        |        |
|  | Lanús            | 1                | 1                | 2                |       | Lanús        | 0                | 2                | 2 (4)            |                  |        |   |            |            |            |            |        |   |        |        |        |        |
|  |                  |                  |                  |                  |       | Lanús        | 0                | 2                | 2 (4)            |                  |        |   |            |            |            |            |        |   |        |        |        |        |
|  |                  | San Lorenzo      | 2                | 0                | 2 (3) |              |                  |                  |                  |                  |        |   |            |            |            |            |        |   |        |        |        |        |
|  | Emelec           | San Lorenzo      | 2                | 0                | 2 (3) | 0            | 1                | 1 (4)            |                  |                  |        |   |            |            |            |            |        |   |        |        |        |        |
|  | Emelec           |                  |                  |                  |       | 0            | 1                | 1 (4)            |                  |                  |        |   |            |            |            |            |        |   |        |        |        |        |
|  | San Lorenzo      | 1                | 0                | 1 (5)            |       |              |                  |                  |                  |                  |        |   |            |            |            |            |        |   |        |        |        |        |
|  | San Lorenzo      | 1                | 0                | 1 (5)            |       |              |                  |                  |                  |                  | Lanús  | 0 | 4          | 4          |            |            |        |   |        |        |        |        |
|  |                  |                  |                  |                  |       |              |                  |                  |                  |                  |        | 0 | 4          | 4          |            |            |        |   |        |        |        |        |
|  |                  | River Plate      | 1                | 2                | 3     |              |                  |                  |                  |                  |        |   |            |            |            |            |        |   |        |        |        |        |
|  | Wilstermann      | River Plate      | 1                | 2                | 3     | 1            | 0                | 1                |                  |                  |        |   |            |            |            |            |        |   |        |        |        |        |
|  | Wilstermann      |                  |                  |                  |       | 1            | 0                | 1                |                  |                  |        |   |            |            |            |            |        |   |        |        |        |        |
|  | Atlético Mineiro | 0                | 0                | 0                |       |              |                  |                  |                  |                  |        |   |            |            |            |            |        |   |        |        |        |        |
|  | Atlético Mineiro | 0                | 0                | 0                |       | Wilstermann  | 3                | 0                | 3                |                  |        |   |            |            |            |            |        |   |        |        |        |        |
|  |                  |                  |                  |                  |       | Wilstermann  | 3                | 0                | 3                |                  |        |   |            |            |            |            |        |   |        |        |        |        |
|  |                  | River Plate      | 0                | 8                | 8     |              |                  |                  |                  |                  |        |   |            |            |            |            |        |   |        |        |        |        |
|  | Guaraní          | River Plate      | 0                | 8                | 8     | 0            | 1                | 1                |                  |                  |        |   |            |            |            |            |        |   |        |        |        |        |
|  | Guaraní          |                  |                  |                  |       | 0            | 1                | 1                |                  |                  |        |   |            |            |            |            |        |   |        |        |        |        |
|  | River Plate      | 2                | 1                | 3                |       |              |                  |                  |                  |                  |        |   |            |            |            |            |        |   |        |        |        |        |

### Ottavi di finale
| Squadra 1        | Totale          | Squadra 2        | Andata | Ritorno |
| ---------------- | --------------- | ---------------- | ------ | ------- |
| Guaraní          | 1 - 3           | River Plate      | 0 - 2  | 1 - 1   |
| Wilstermann      | 1 - 0           | Atlético Mineiro | 1 - 0  | 0 - 0   |
| Emelec           | 1 - 1 (4-5 dtr) | San Lorenzo      | 0 - 1  | 1 - 0   |
| The Strongest    | 1 - 2           | Lanús            | 1 - 1  | 0 - 1   |
| Athl. Paranaense | 2 - 4           | Santos           | 2 - 3  | 0 - 1   |
| Barcelona SC     | 1 - 1 (5-4 dtr) | Palmeiras        | 1 - 0  | 0 - 1   |
| Nacional         | 0 - 3           | Botafogo         | 0 - 1  | 0 - 2   |
| Godoy Cruz       | 1 - 3           | Grêmio           | 0 - 1  | 1 - 2   |

### Quarti di finale
| Squadra 1    | Totale          | Squadra 2   | Andata | Ritorno |
| ------------ | --------------- | ----------- | ------ | ------- |
| Wilstermann  | 3 - 8           | River Plate | 3 - 0  | 0 - 8   |
| Barcelona SC | 2 - 1           | Santos      | 1 - 1  | 1 - 0   |
| Botafogo     | 0 - 1           | Grêmio      | 0 - 0  | 0 - 1   |
| San Lorenzo  | 2 - 2 (3-4 dtr) | Lanús       | 2 - 0  | 0 - 2   |

### Semifinali
| Squadra 1    | Totale | Squadra 2 | Andata | Ritorno |
| ------------ | ------ | --------- | ------ | ------- |
| River Plate  | 3 - 4  | Lanús     | 1 - 0  | 2 - 4   |
| Barcelona SC | 1 - 3  | Grêmio    | 0 - 3  | 1 - 0   |

### Finale
| Squadra 1 | Totale | Squadra 2 | Andata | Ritorno |
| --------- | ------ | --------- | ------ | ------- |
| Grêmio    | 3 - 1  | Lanús     | 1 - 0  | 2 - 1   |

## Classifica marcatori
| Pos | Giocatore           | Squadra          | Gol |
| --- | ------------------- | ---------------- | --- |
| 1°  | José Sand           | Lanús            | 9   |
| 2°  | Alejandro Chumacero | The Strongest    | 8   |
| 2°  | Luan                | Grêmio           | 8   |
| 2°  | Ignacio Scocco      | River Plate      | 8   |
| 5°  | Jonatan Alvez       | Barcelona SC     | 6   |
| 5°  | Lucas Barrios       | Grêmio           | 6   |
| 5°  | Fred                | Atlético Mineiro | 6   |
| 8°  | Matías Alonso       | The Strongest    | 5   |
| 8°  | Nicolás Blandi      | San Lorenzo      | 5   |
| 8°  | Juan Cazares        | Atlético Mineiro | 5   |
| 8°  | Rodrigo Pimpão      | Botafogo         | 5   |
| 8°  | Fernando Zampedri   | Atl. Tucumán     | 5   |